# アリーナ・フルザーノワ
アリーナ・フルザーノワ（Alena "Aja Zanova" Vrzáňová、1931年5月16日 - 2015年7月30日）は、チェコスロバキア出身の女性フィギュアスケート選手。1948年サンモリッツオリンピック女子シングルチェコスロバキア代表。1949年、1950年世界フィギュアスケート選手権女子シングルチャンピオン。

## 経歴
1949年、1950年世界フィギュアスケート選手権で優勝。
1950年ヨーロッパフィギュアスケート選手権で優勝。
1950年の世界フィギュアスケート選手権後にアメリカに亡命した。以後、アメリカのアイスショーで「アヤ・ザーノワ」という名前で活躍する。
1989年のチェコスロバキアでの民主化革命(ビロード革命)後、チェコに40年ぶりに帰国していた。

## 主な戦績
| 大会/年                | 1945-46 | 1946-47 | 1947-48 | 1948-49 | 1949-50 |
| ---------------------- | ------- | ------- | ------- | ------- | ------- |
| オリンピック           |         |         | 5       |         |         |
| 世界選手権             |         | 7       | 5       | 1       | 1       |
| 欧州選手権             |         | 6       | 3       | 2       | 1       |
| チェコスロバキア選手権 | 1       | 1       | 1       | 1       | 1       |